# Stolní lampa

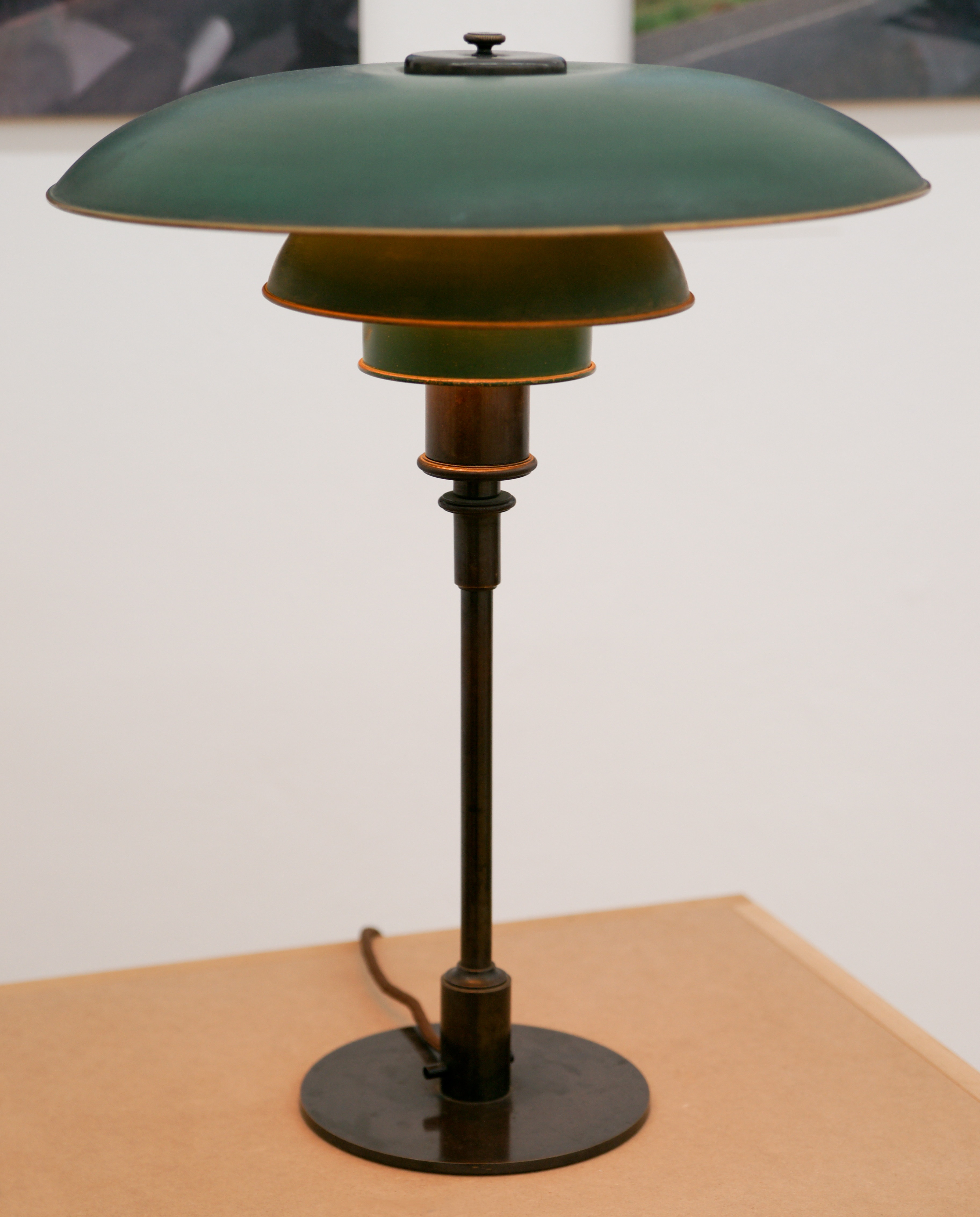
Stolní lampa

Stolní lampa (v malém provedení též lampička) je druh lampy, která bývá uzpůsobena k umístění na pracovních stolech a nočních stolcích. Umožňuje pracovat či vykonávat jinou činnost za šera nebo tmy. 
Podobnou funkci má stojanová (stojací) lampa umístěná na podlaze, sloužící zpravidla k osvětlení křesla.

## Historie

### Předchůdci stolních lamp
Po nejprimitivnějším osvětlování vnitřních prostor ohništěm používali lidé cílenější osvětlení přenosnými lampami, ve kterých hořel olej nebo tuk. Ty jsou doloženy již archeologickými nálezy z paleolitu. Dalším nejstarším principem osvětlení jsou louče. Vsunutím do tzv. loučníku se skřipcem vzniknul primitivní předchůdce dnešní stolní lampy; obdobnou funkci mají různé druhy svícnů.

### Galerie

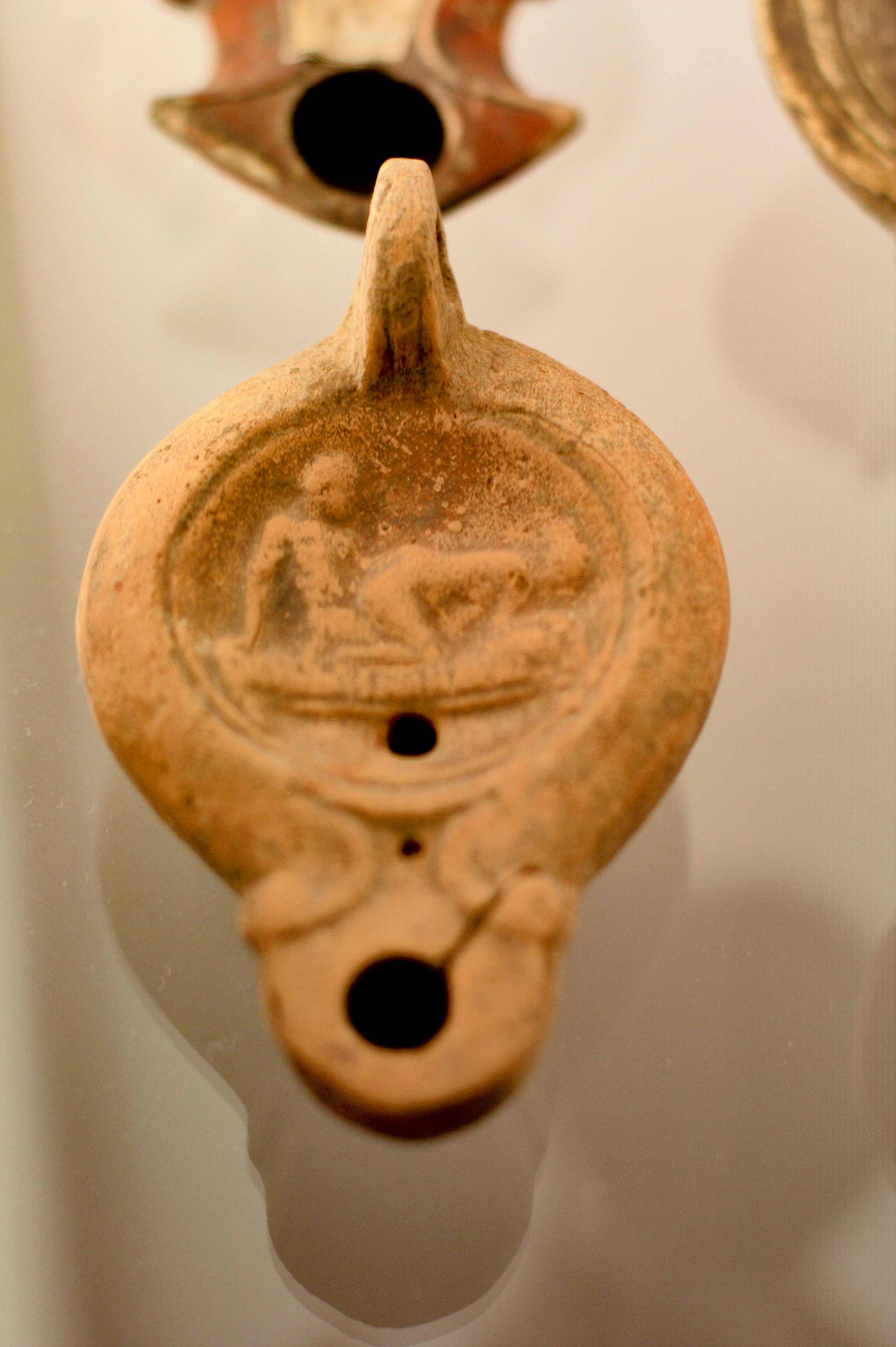
Římská olejová lampa s erotickým motivem
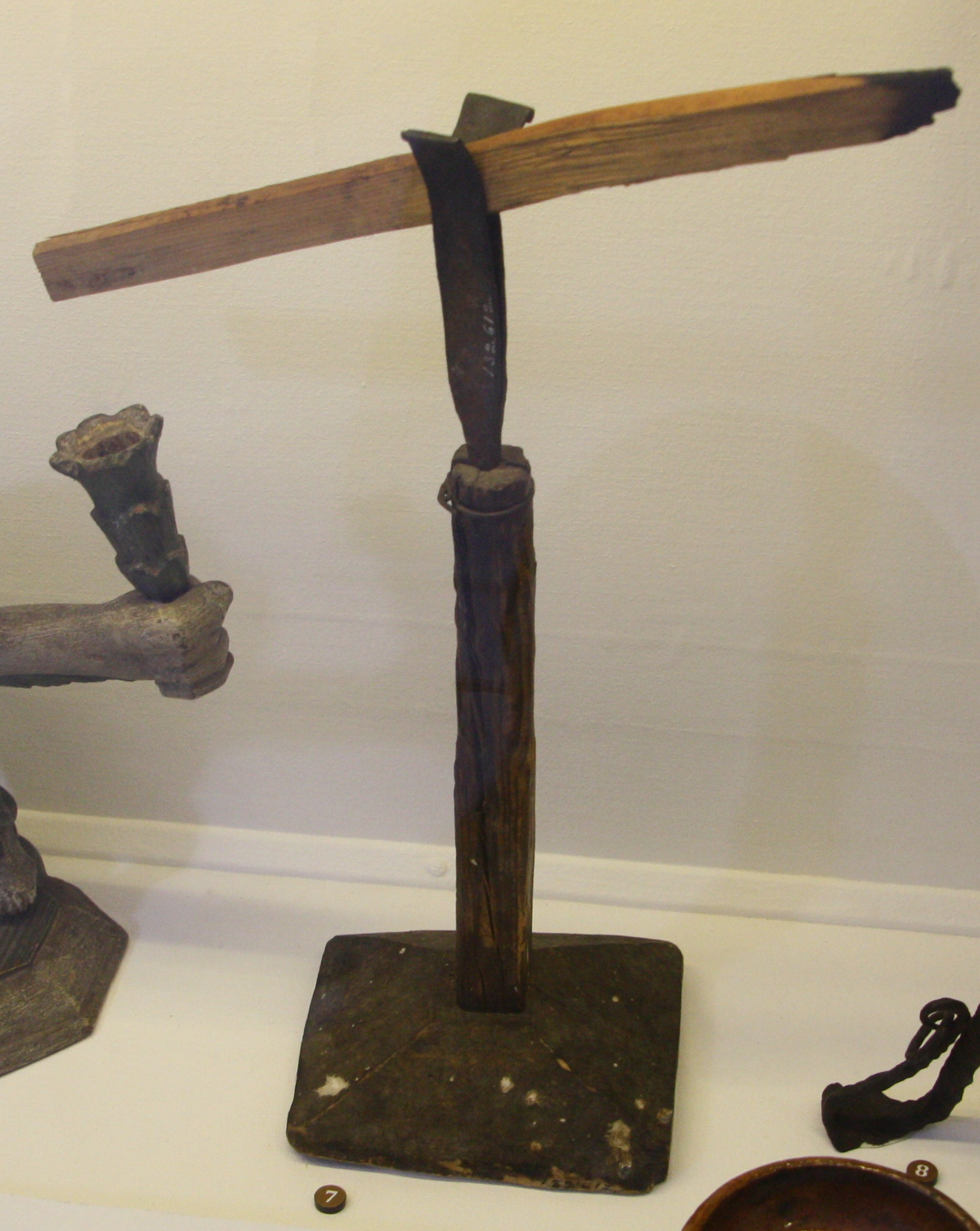
Loučník s loučí (Švédsko)

### Stolní lampy před vynálezem žárovky
Použitím stínidla se pojetí dnešní stolní lampy blíží svícen zvaný lampa bouillotte z počátku 18. století. V 18. a na počátku 19. století byly též vyvinuty olejové lampy podobné dnešním stolním lampám. S rozvojem acetylenových svítidel byly vyvinuty i stolní acetylenové lampy. S výrobou petroleje od druhé poloviny 19. století získaly oblibu stolní petrolejové lampy. Jejich výhodou oproti acetylenovým lampám bylo snadnější plnění.

### Galerie

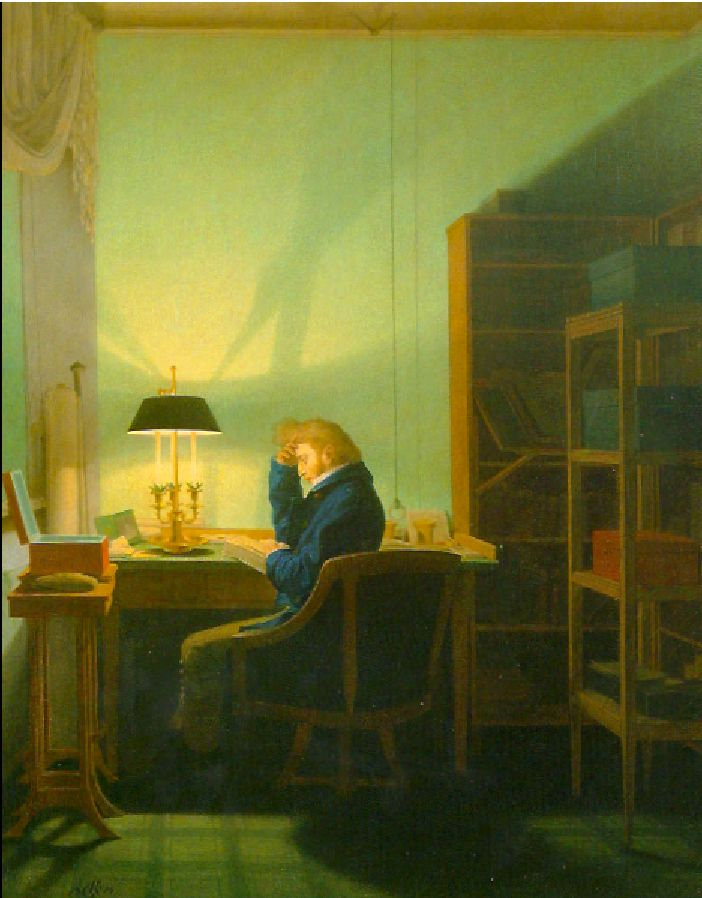
Georg Friedrich Kersting (1785–1847): Muž čtoucí u „lampy bouillotte“
James Peale by Charles Wilson Peale: James Peale (1822, olejová „Argandova lampa)“
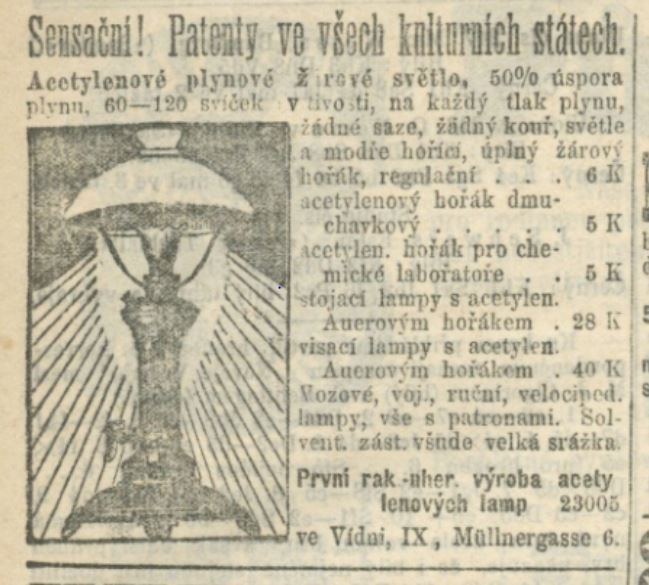
Acetylenová lampa (Národní listy 23. 12. 1900, inzerce)

## Stolní lampa v umění
Ve výtvarném umění, fotografii a filmu umožňuje zobrazení rozsvícené lampy zvýraznění světelných efektů, které zvyšují účinek obrazu.
V literatuře může mít lampa symbolický význam (např. Jaroslav Havlíček: Petrolejové lampy nebo biblické podobenství o pěti pannách pošetilých a pěti prozíravých).

### Galerie

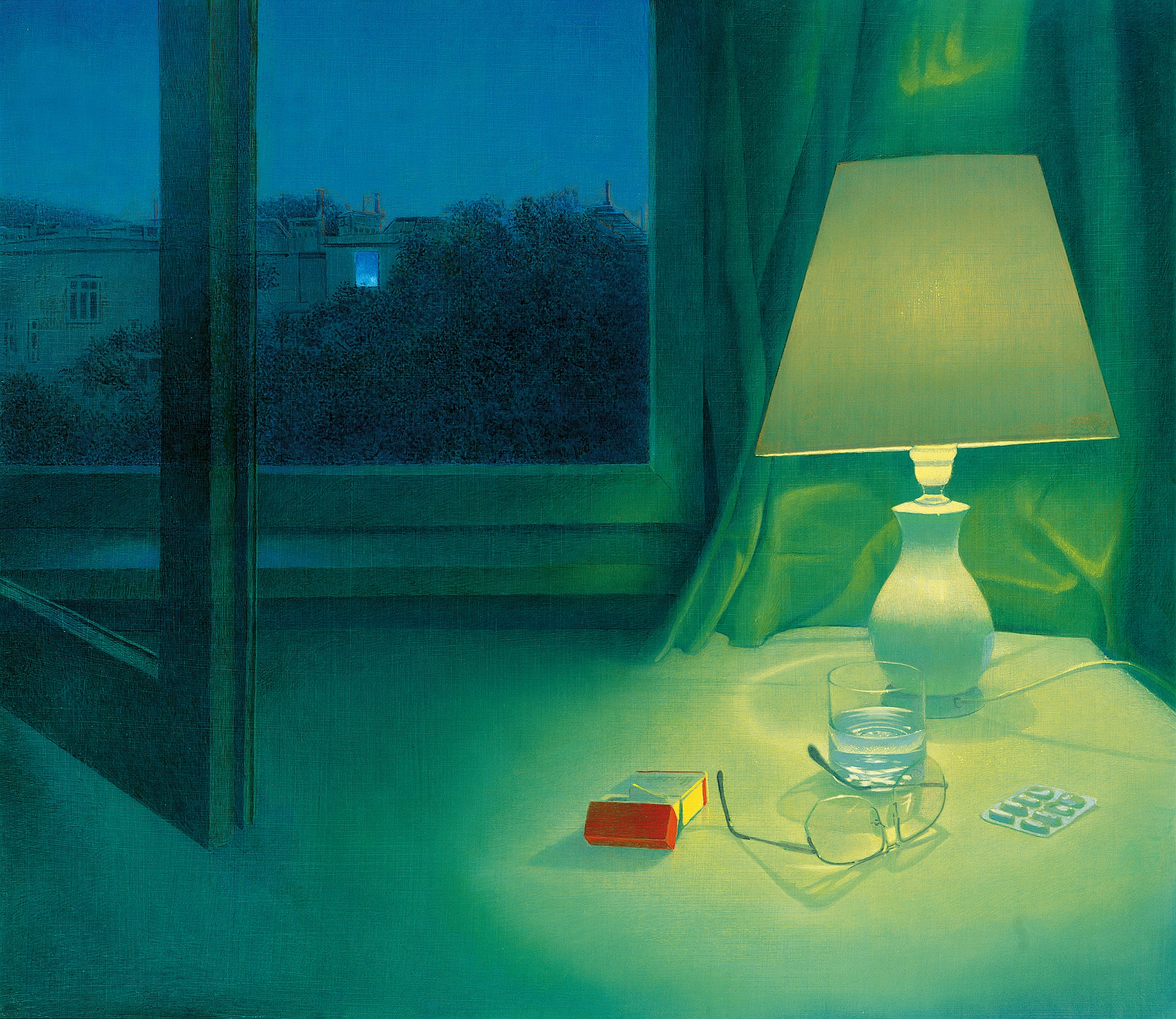
Hanno Karlhuber: Bezesná noc (1988)
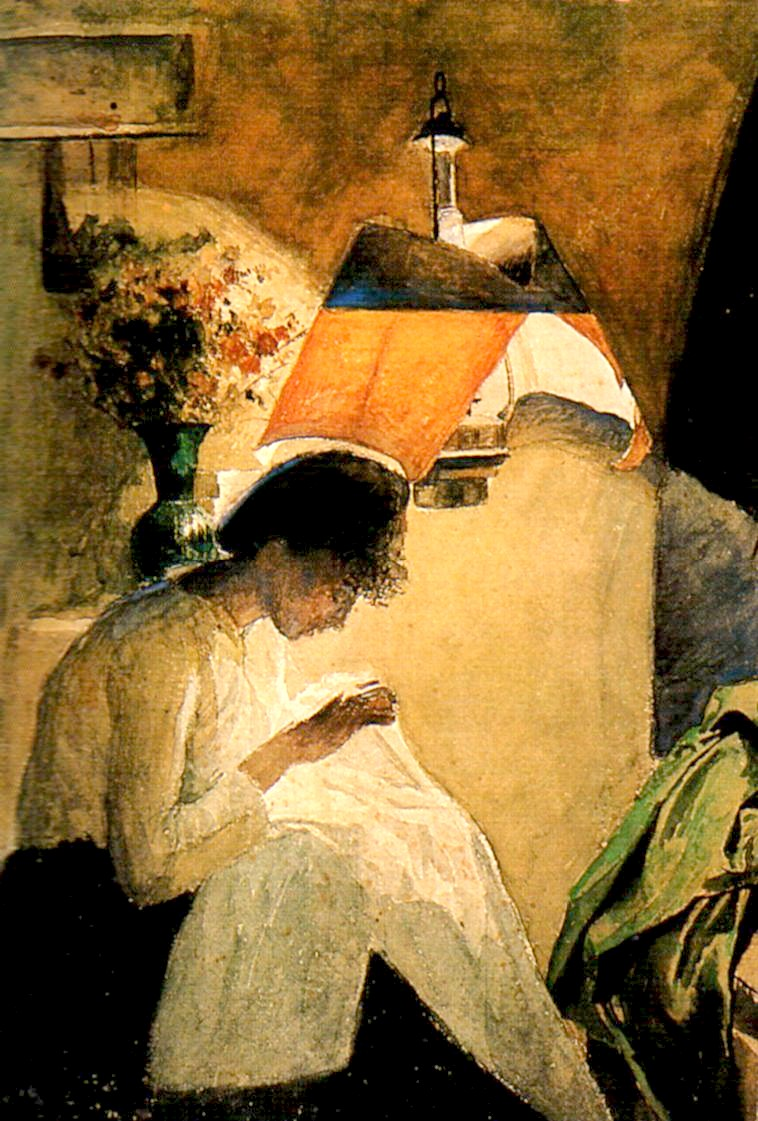
Cristobal Rojas: Vyšívání u lampy (2012)
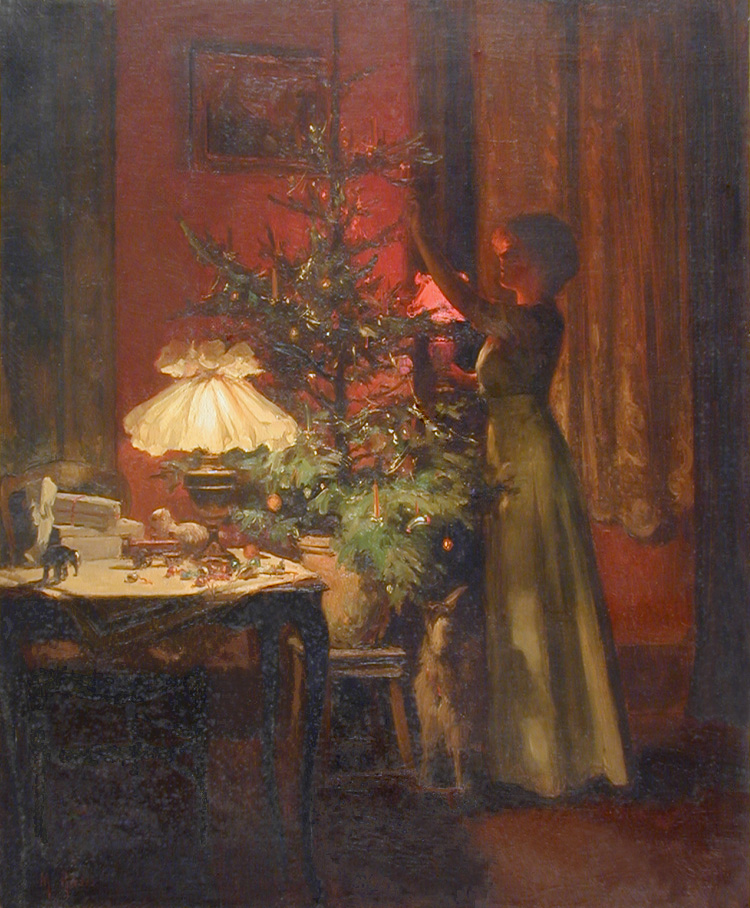
Marcel Rieder (1862-1942): Zdobení vánočního stromku

## Elektrická stolní lampa
Základními díly elektrické stolní lampy jsou stojan s podstavou, stínidlo rameno a zdroj světla (žárovka, zářivka, LED dioda). Některé lampy jsou vybaveny otočným ramenem a stínidlem (stínidly), které umožňují světlo přesněji nasměrovat. Spínač bývá na napájecím kabelu nebo na těle lampy.
Kromě funkce svítidla mívají stolní a stojací lampy i estetickou hodnotu, některé jsou považovány za umělecká díla (secesní lampy Tiffany).

### Galerie

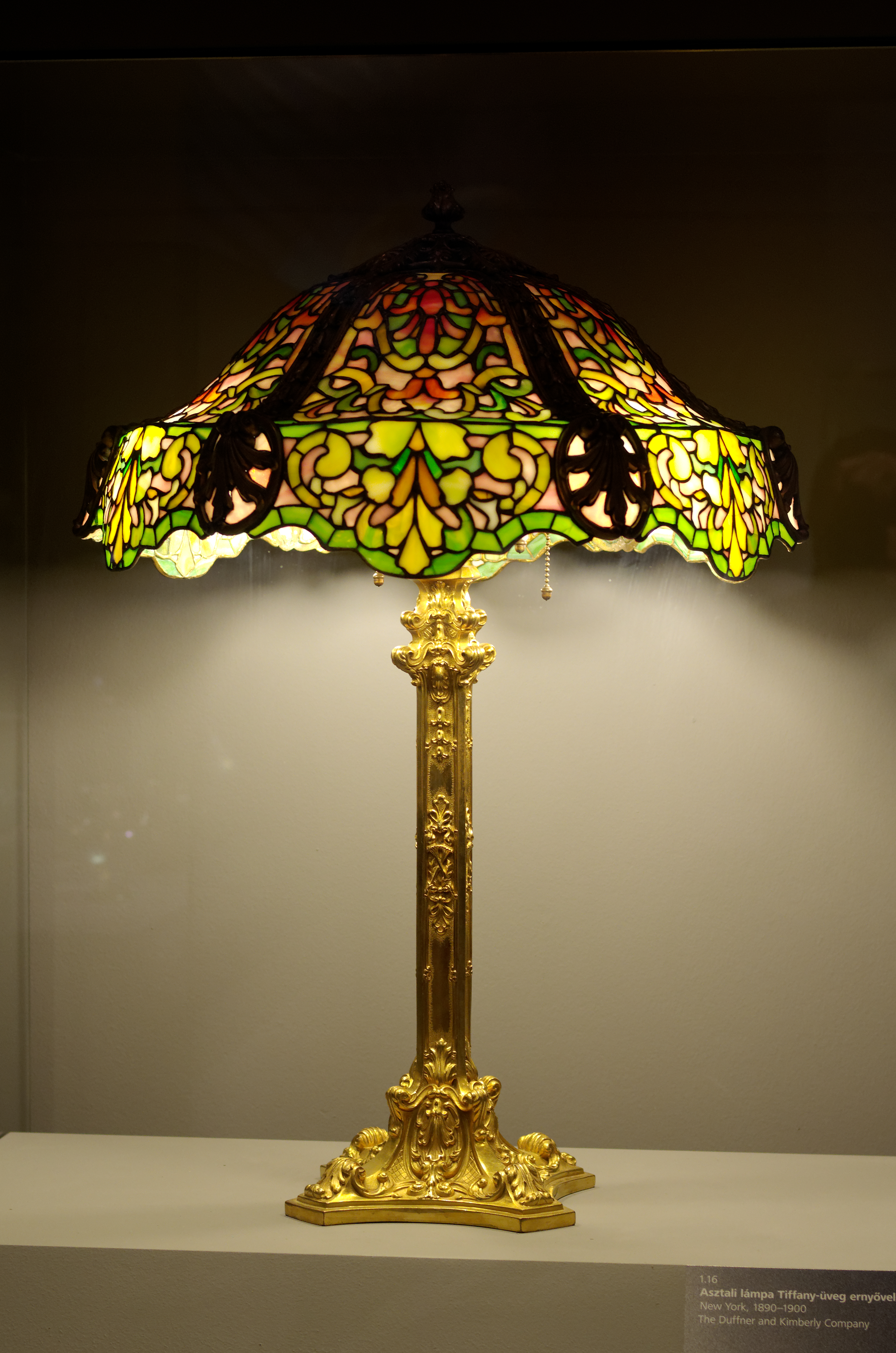
Stolní lampa Tiffany (1890–1900)
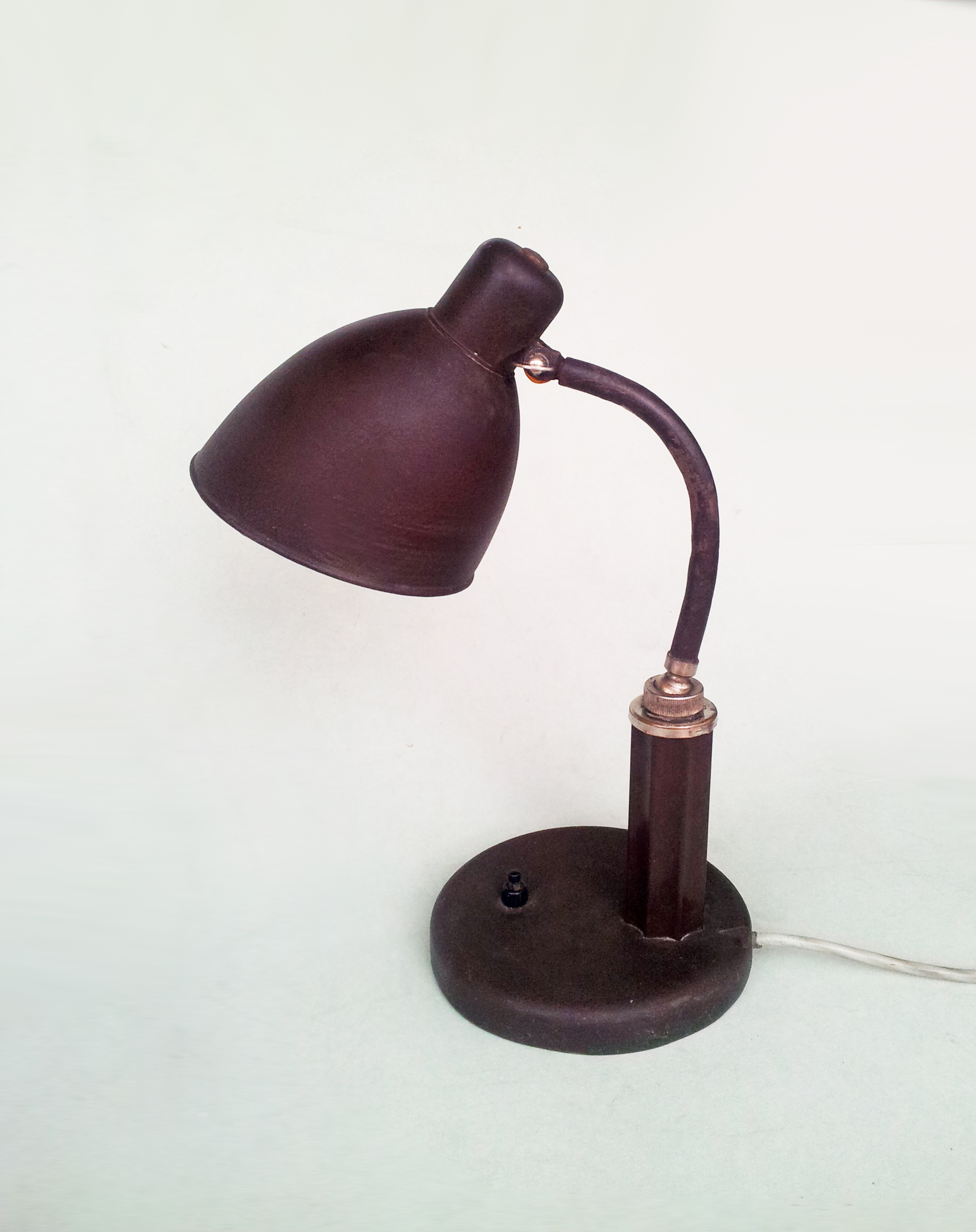
Kancelářská stolní lampa Molitor Grapholux (30. léta 20. století, rameno a stínidlo s otočnými klouby)
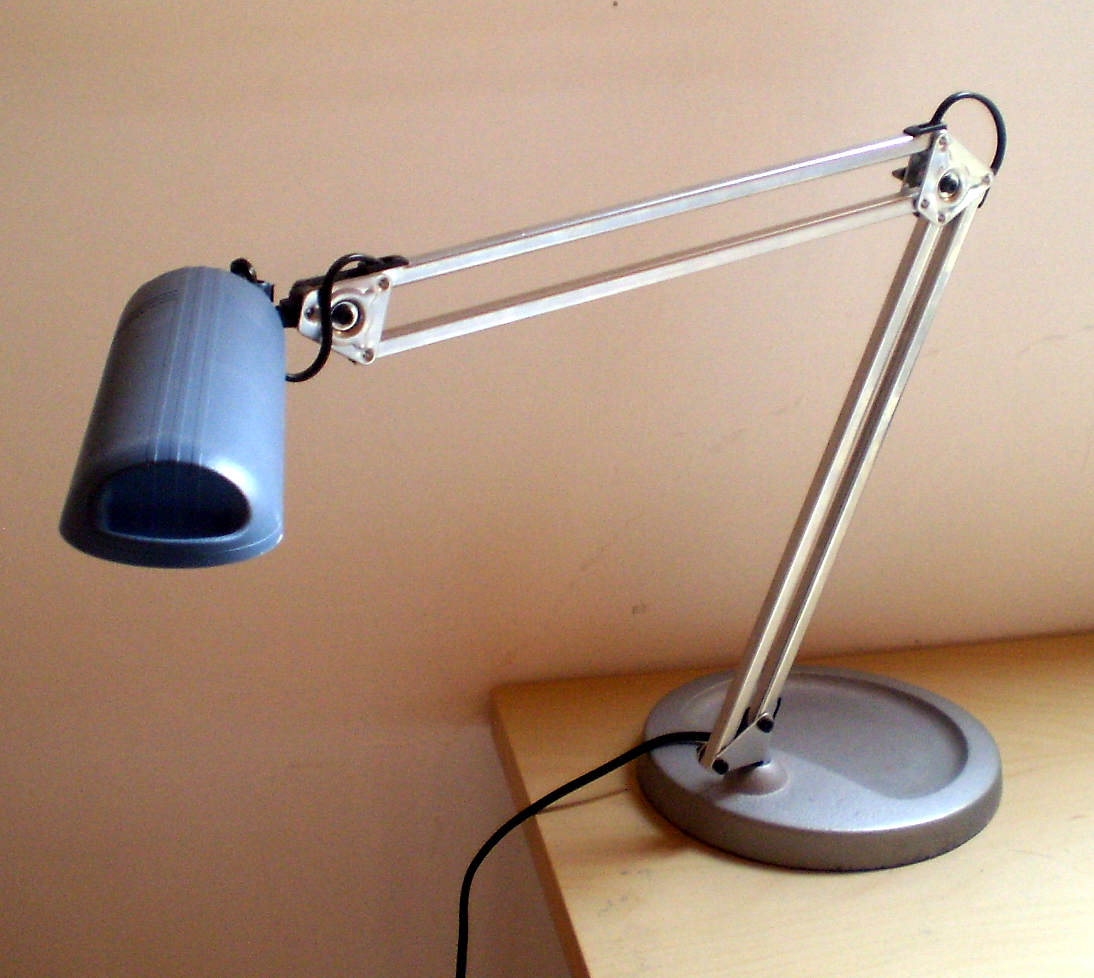
Stolní lampa s pantografickým ramenem
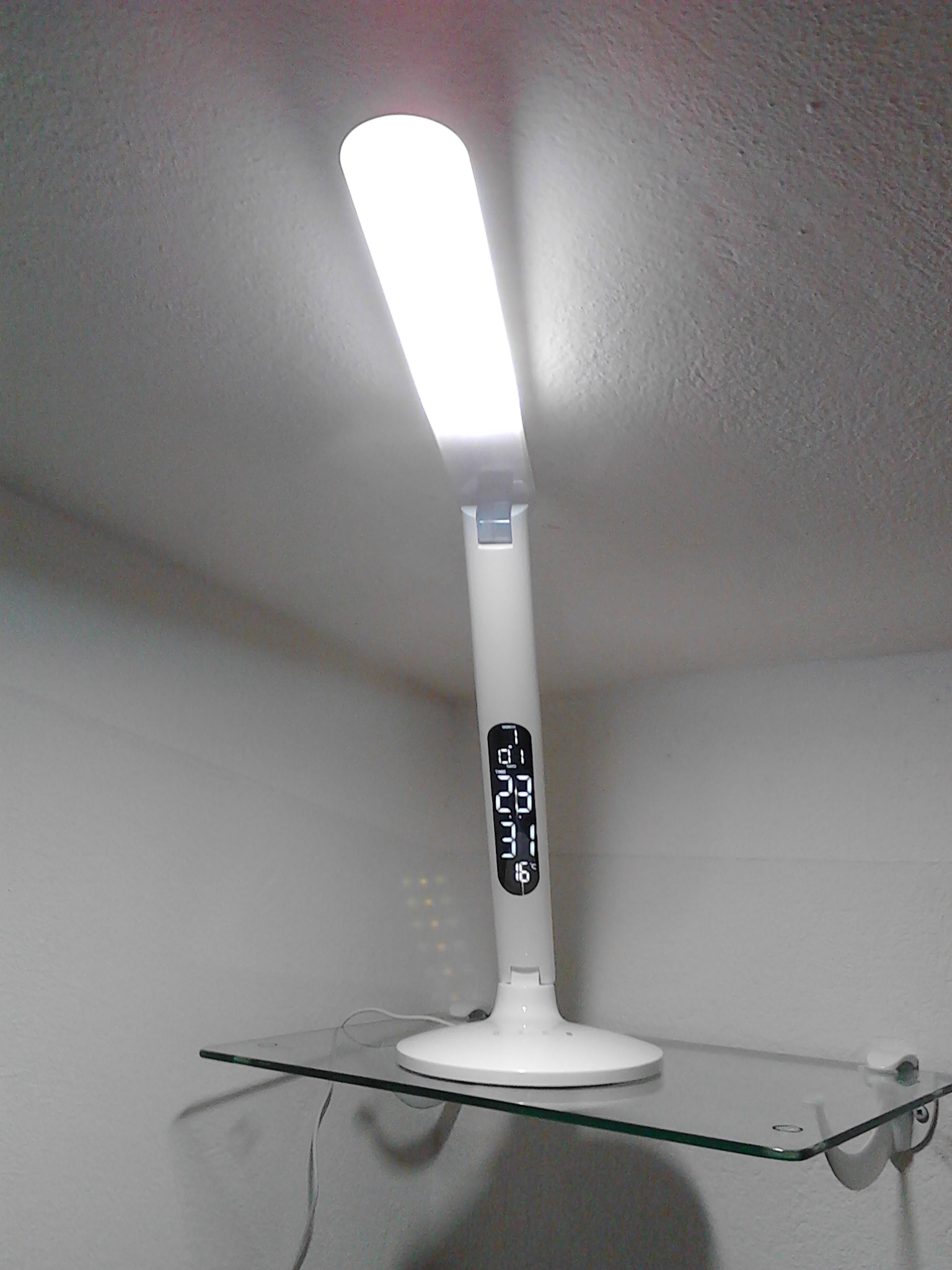
Úsporná lampa s LED
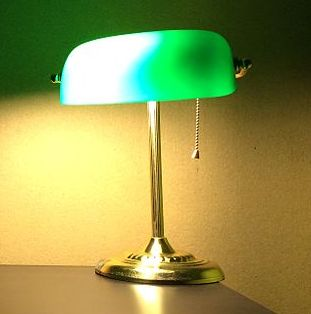
„Bankéřská“ stolní lampa
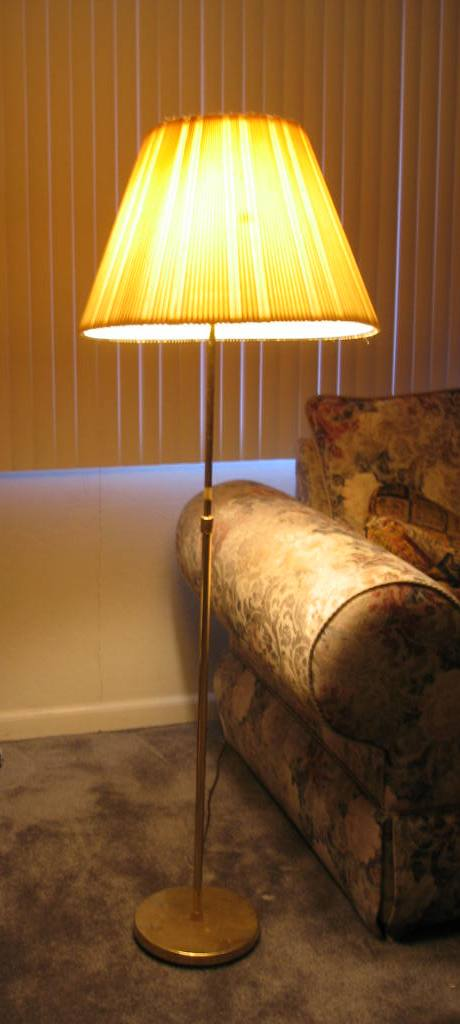
Stojanová lampa